# ایران در مسابقات جهانی دو و میدانی ۲۰۱۷
ایران در مسابقات جهانی دو و میدانی ۲۰۱۵ که از ۴  تا ۱۳ اوت ۲۰۱۷ در لندن برگزار شد، شرکت کرد.تیمی متشکل از ۳ نفر نمایندگان ایران در این رقابت‌ها بودند.

## نتایج
| راهنما: | q | واجد شرایط صعود | SB | بهترین رکورد فصل(سال) شخص | NM | بدون امتیاز. | DNS | شروع نکرد. | DNF | تمام نکرد. | DQ | رد صلاحیت شده است. |

### مردان

#### رویدادهای دو و جاده‌ای
| ورزشکار     | رویداد         | گروهی      | گروهی | نیمه‌نهایی  | نیمه‌نهایی  | نهایی      | نهایی      |
| ورزشکار     | رویداد         | زمان       | رتبه  | زمان       | رتبه       | زمان       | رتبه       |
| ----------- | -------------- | ---------- | ----- | ---------- | ---------- | ---------- | ---------- |
| حسن تفتیان  | ۱۰۰ متر        | ۱۰٫۳۴      | ۳۴    | صعود نکرد. | صعود نکرد. | صعود نکرد. | صعود نکرد. |
| حسین کیهانی | ۳۰۰ متر بامانع | ۸:۳۳٫۷۶ NR | ۲۴    | صعود نکرد. | صعود نکرد. | صعود نکرد. | صعود نکرد. |

#### رویدادهای میدانی
| ورزشکار     | رویداد     | مقدماتی | مقدماتی | نهایی      | نهایی      |
| ورزشکار     | رویداد     | امتیاز  | رتبه    | امتیاز     | رتبه       |
| ----------- | ---------- | ------- | ------- | ---------- | ---------- |
| احسان حدادی | پرتاب دیسک | ۶۳٫۰۳   | ۱۵      | صعود نکرد. | صعود نکرد. |